# Zbiornik zapadliskowy
Zbiornik zapadliskowy – zbiornik antropogeniczny powstający w zagłębieniach będących rezultatem procesu zapadania przez wypełnienie wodą opadową lub gruntową. Są to pod względem hydrologicznym – podobnie jak zbiorniki w nieckach z osiadania – bezodpływowe chłonne bądź ewapotranspiracyjne baseny retencyjno-sedymentacyjne lub zagłębienia zmieniające dotychczasowy profil podłużny doliny rzecznej w zbiorniki reolimniczne. Charakteryzują się zwykle niewielką głębokością (do kilku m) i powierzchnią (do kilku tys. m²).